# Alfie Boe

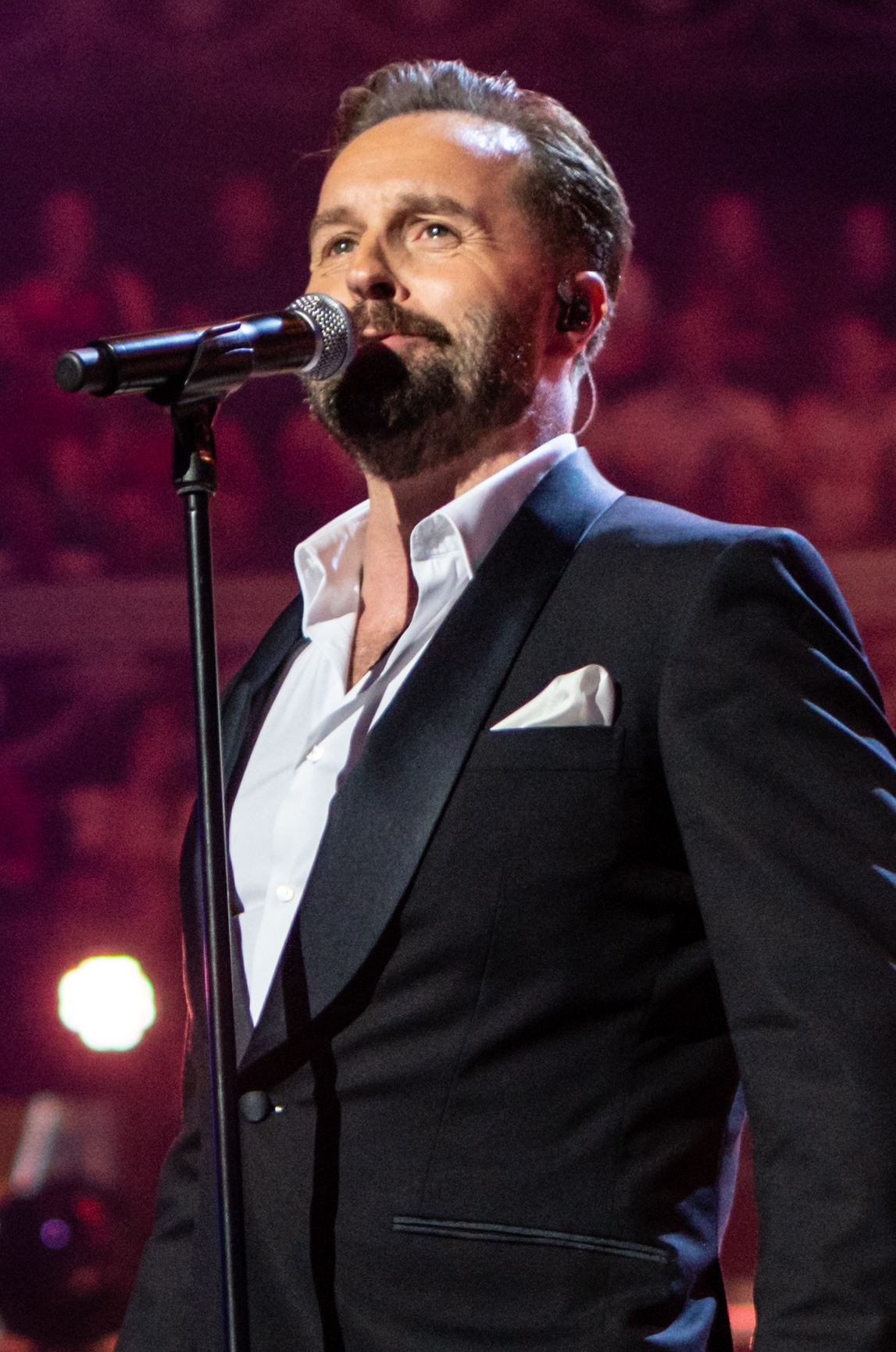
Alfie Boe

Alfie Boe, född 29 september 1973 i Blackpool i Lancashire, är en brittisk operasångare (tenor) som arbetade som lärling vid ett företag som tillverkar sportbilar fram tills det att han blev upptäckt för sin talang som sångare.
Boes album Classic FM Presents Alfie Boe tog sig upp på tredje plats på UK Classical Chart år 2006. I november samma år skrev han kontrakt med det EMI-ägda skivbolaget EMI Classics. Hans första skiva för EMI gavs ut i mars 2007.